# Danil Kuraksin
Danil Kuraksin (ur. 4 kwietnia 2003 w Tallinnie) – estoński piłkarz, występujący na pozycji napastnika w estońskim klubie Flora Tallinn oraz w reprezentacji Estonii.

## Kariera
Na podstawie:
| Klub         | Miasto  | Debiut                                         | Sukcesy                                     | Mecze w międzynarodowych pucharach |
| ------------ | ------- | ---------------------------------------------- | ------------------------------------------- | --- |
| Flora Tallin | Tallinn | 7 sierpnia 2020 Flora Tallin 3:0 FC Kuressaare | - Mistrz Estonii 2020 - Mistrz Estonii 2022 | Hibernians FC 0:3 Flora Tallin Partizan Belgrad 2:0 Flora Tallin Anorthosis Famagusta 2:2 Flora Tallin 1:0 Partizan Belgrad KAA Gent 1:0 Flora Tallin 1:0 Seinäjoen Jalkapallokerho |

## Statystyki

### Klubowe[3]
(aktualne na dzień 11 lipca 2023)
| Klub         | Sezon   | Liga         | Liga  | Liga   | Puchar krajowy | Puchar krajowy | Kontynentalne | Kontynentalne | Suma  | Suma   |
| Klub         | Sezon   | Liga         | Mecze | Bramki | Mecze          | Bramki         | Mecze         | Bramki        | Mecze | Bramki |
| ------------ | ------- | ------------ | ----- | ------ | -------------- | -------------- | ------------- | ------------- | ----- | ------ |
| Flora Tallin | 2020    | Meistriliiga | 1     | 0      | 0              | 0              | –             | –             | 1     | 0      |
| Flora Tallin | 2021    | Meistriliiga | 12    | 3      | 3              | 1              | 5             | 0             | 20    | 4      |
| Flora Tallin | 2022    | Meistriliiga | 32    | 10     | 3              | 0              | 1             | 0             | 36    | 10     |
| Flora Tallin | 2023    | Meistriliiga | 13    | 2      | 2              | 0              | –             | –             | 15    | 2      |
| Flora Tallin | Łącznie | Łącznie      | 58    | 15     | 8              | 1              | 6             | 0             | 72    | 16     |
| Flora Tallin | Łącznie | Łącznie      | 58    | 15     | 8              | 1              | 6             | 0             | 72    | 16     |

### Reprezentacyjne[4]
(aktualne na dzień 11 lipca 2023)
| Występy i gole w reprezentacji U-20 | Występy i gole w reprezentacji U-20 | Występy i gole w reprezentacji U-20 | Występy i gole w reprezentacji U-20 | Występy i gole w reprezentacji U-20 | Występy i gole w reprezentacji U-20 | Występy i gole w reprezentacji U-20 | Występy i gole w reprezentacji U-20 | Występy i gole w reprezentacji U-20 |
| Lp.                                 | Data                                | Miasto                              | Przeciwnik                          | Wynik                               | Czas                                | Gole                                | Inne                                | Rozgrywki                           |
| ----------------------------------- | ----------------------------------- | ----------------------------------- | ----------------------------------- | ----------------------------------- | ----------------------------------- | ----------------------------------- | ----------------------------------- | ----------------------------------- |
| 1.                                  | 12.01.2023                          | Albufeira                           | Finlandia                           | 1:0 (0:0)                           | 81'–90'                             |                                     |                                     | mecz towarzyski                     |

## Sukcesy
(aktualne na dzień 11 lipca 2023)
Na podstawie:

### Klubowe
- Mistrz Estonii 2020
- Mistrz Estonii 2022